# María Carvajal

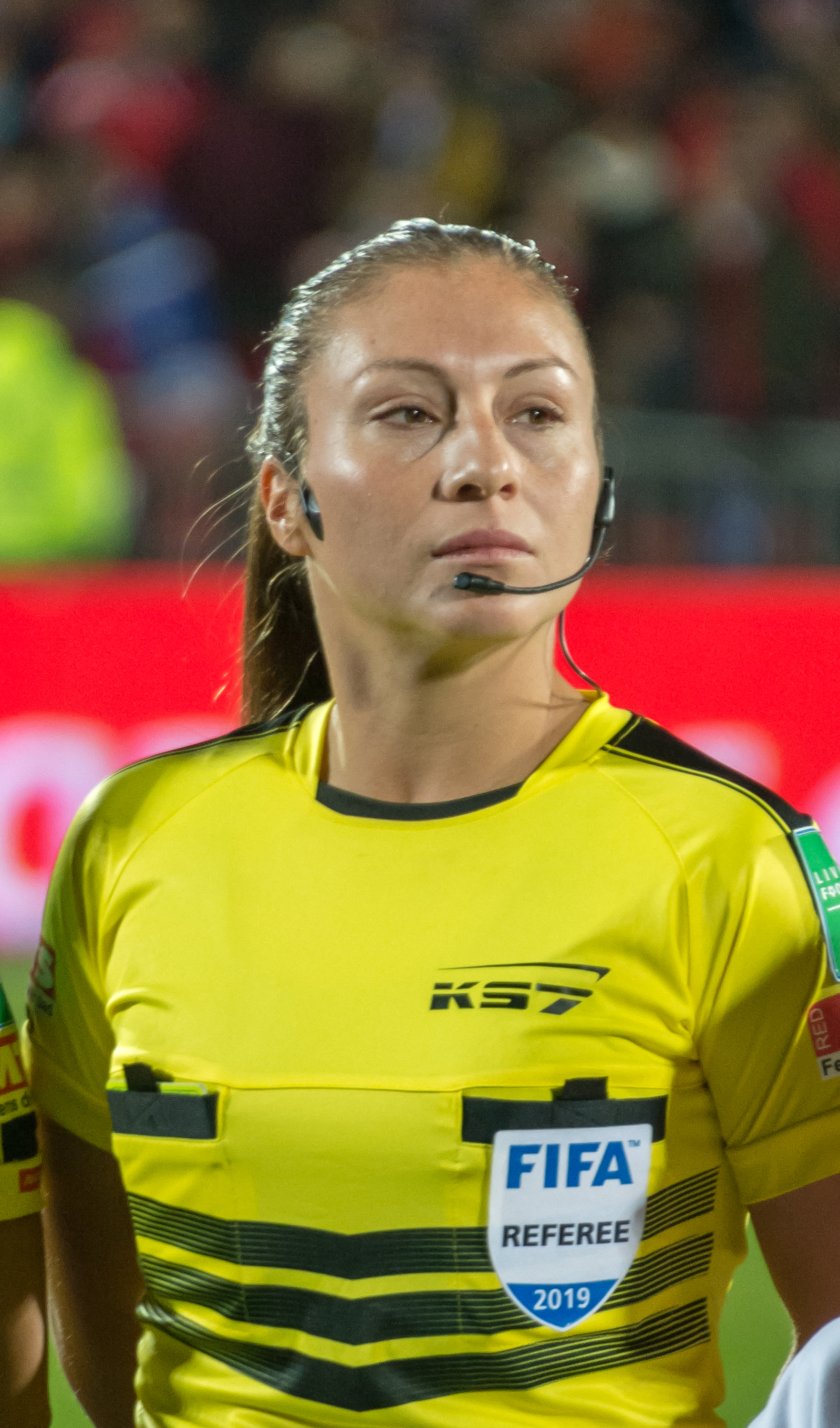
María Carvajal (2019)

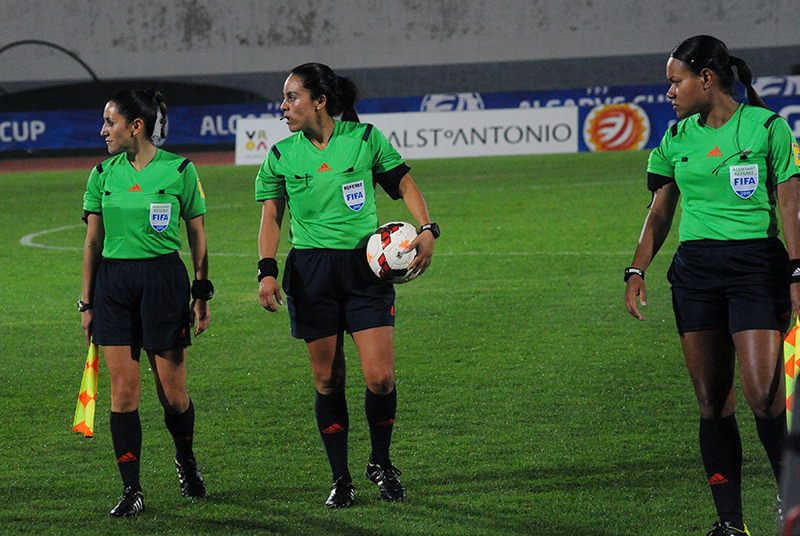
María Carvajal (Mitte) mit ihrem Schiedsrichtergespann beim Algarve-Cup 2015

María Belén Carvajal Peña (* 13. September 1983 in San Felipe) ist eine chilenische Fußballschiedsrichterin.

## Karriere
Auf nationaler Ebene ist Carvajal Schiedsrichterin in der chilenischen Primera División und Primera B.
Seit 2007 steht Carvajal auf der Liste der FIFA-Schiedsrichter und leitet internationale Fußballpartien.
Bei der Copa América 2014 in Ecuador leitete Carvajal drei Spiele. Im März 2015 war sie beim Algarve-Cup 2015 im Einsatz. Des Weiteren war sie Schiedsrichterin beim Algarve-Cup 2018 und 2019.
Ende 2018 wurde sie für die Weltmeisterschaft 2019 in Frankreich nominiert und leitete bei dieser mit ihren Assistentinnen Leslie Vásquez und Loreto Toloza ein Gruppenspiel.
Bei der Copa Libertadores Femenina 2020 war Carvajal am 21. März 2021 Schiedsrichterin des Finales zwischen Ferroviária und América de Cali (2:1).
Bei der Copa América 2022 in Kolumbien leitete Carvajal ein Gruppenspiel und das Halbfinale zwischen Kolumbien und Argentinien (1:0).
Im Januar 2023 wurde Carvajal für die Weltmeisterschaft 2023 in Australien und Neuseeland nominiert.

## Einsätze bei Turnieren

### Fußball-Weltmeisterschaft 2019
| Phase        | Datum        | Spielort | Heimmannschaft | Gastmannschaft | Ergebnis  |
| ------------ | ------------ | -------- | -------------- | -------------- | --------- |
| Gruppenphase | 8. Juni 2019 | Le Havre | Spanien        | Südafrika      | 3:1 (0:1) |

### Fußball-Weltmeisterschaft 2023
| Phase         | Datum         | Spielort   | Heimmannschaft | Gastmannschaft | Ergebnis             |
| ------------- | ------------- | ---------- | -------------- | -------------- | -------------------- |
| Gruppenphase  | 23. Juli 2023 | Sydney     | Frankreich     | Jamaika        | 0:0                  |
| Gruppenphase  | 2. Aug. 2023  | Wellington | Südafrika      | Italien        | 3:2 (1:1)            |
| Viertelfinale | 12. Aug. 2023 | Brisbane   | Australien     | Frankreich     | 0:0 n. V., 7:6 i. E. |